# James Baskett
James Baskett, född den 16 februari 1904 i Indiana, död den 9 juli 1948 i Los Angeles, var en amerikansk skådespelare. Han var den första manliga afroamerikanska skådespelaren som vunnit en Heders-Oscar. Han har medverkat i filmer som Revenge of the Zombies, Dumbo, The Heavenly Body och Sången om Södern.